# جلسات الاستماع الخاصة ببرنامج النفط مقابل الغذاء
عقدت جلسات الاستماع الخاصة ببرنامج النفط مقابل الغذاء من قبل اللجنة الفرعية الدائمة للتحقيقات التابعة لمجلس الشيوخ الأمريكي والتي بدأت في عام 2004 التحقيق في انتهاكات برنامج النفط مقابل الغذاء التابع للأمم المتحدة والتي كان من المفترض أن تكون العراق الخاضعة لعقوبات اقتصادية قادرة على بيع كميات محدودة من النفط مقابل الغذاء والأدوية الحيوية لسكانها.
في ديسمبر 2004، دعا رئيس اللجنة الفرعية السناتور نورمان كولمان الأمين العام كوفي أنان إلى الاستقالة بسبب «فشل الأمم المتحدة المطلق في الكشف عن أو وقف انتهاكات صدام للبرنامج» وبسبب مزاعم الاحتيال ذات الصلة ضد نجل عنان.
في مايو 2005، عقدت اللجنة الفرعية جلسات استماع بشأن تحقيقاتها في انتهاكات البرنامج، بما في ذلك تهريب النفط والرشاوى غير القانونية واستخدام الرسوم الإضافية، واستخدام صدام حسين لقسائم النفط لغرض شراء النفوذ في الخارج. غطت جلسات الاستماع هذه بعض الشركات والعديد من الشخصيات السياسية المعروفة، بما في ذلك الروسي فلاديمير جيرينوفسكي، ولفتت انتباه وسائل الإعلام إلى الظهور القتالي للسياسي البريطاني جورج غالاوي، وهو عضو البرلمان المناهض للحرب العراقية عن حزب الكرامة، الذي نفى بشدة مزاعم اللجنة الفرعية ضده وادعى أنها ذات دوافع سياسية.
كانت شركة النفط الأمريكية بايل من بين الشركات التي حققت فيها اللجنة،  وأدين مديرها التنفيذي ديفيد تشالمرز بالتآمر لارتكاب عمليات احتيال سلكية.

## التواطؤ المزعوم للشركات الأمريكية
كما زُعم أن الحكومة الأمريكية كانت على علم بالفضيحة واختارت عدم منع التهريب لأن حليفتيها تركيا والأردن استفادا من غالبية النفط المهرّب. نُقل عن السناتور الأمريكي كارل ليفين (ديمقراطي من ميشيغان) في مقابلة مع صحيفة نيويورك تايمز قوله: "لا شك في أن الجزء الأكبر من عائدات النفط غير المشروعة جاء من البيع المفتوح للنفط العراقي إلى الأردن وتركيا أن تلك كانت طريقة للالتفاف حول برنامج النفط مقابل الغذاء [وأننا] كنا على دراية كاملة بالتجاوز ونظرنا في الاتجاه الآخر 

## شهادة غالاوي
اتهم السناتور كولمان النائب غالاوي في أيار 2005 بقوله: «لدينا اسمك في وثائق عراقية، بعضها أعد قبل سقوط صدام، وبعضها بعده، تحددك كواحد من حملة التخصيص». رد جالاوي قائلاً: «لست الآن ولم أكن تاجر نفط من قبل»، مشيرًا إلى أن التهم كاذبة وأنها جزء من «أم كل ستائر الدخان» من قبل سياسيين أمريكيين مؤيدين للحرب العراقية لصرف الانتباه عن «السرقة بمليارات الدولارات من ثروة العراق... تحت إشرافك» لم يحدث ذلك خلال برنامج النفط مقابل الغذاء ولكن في ظل سلطة التحالف المؤقتة التي أعقبت الغزو من قبل«هاليبرتون والشركات الأمريكية الأخرى... بتواطؤ من حكومتك». زعم غالاوي أن ملف اللجنة الفرعية مليء بالتشويهات والأخطاء البدائية، مستشهداً على سبيل المثال، بتهمة أنه التقى بصدام حسين «مرات عديدة» عندما كان الرقم اثنين. أثار هذا الظهور غير المعتاد لعضو برلماني بريطاني أمام إحدى لجان مجلس الشيوخ الأمريكي اهتمامًا كبيرًا من وسائل الإعلام في كل من أمريكا وبريطانيا.
أعد فريق الأغلبية باللجنة الفرعية تقريرًا لاحقًا يتعلق بغالاوي، والذي صدر في أكتوبر 2005. وتناول بالتفصيل مزاعم وأدلة اللجنة وتضمن  شهادة متنازع عليها من وزير الخارجية العراقي السابق طارق عزيز. كما زعم أن ضابطة أخرى هي مريم أبيلا، أمينة أبو زياد (زوجة غالاوي آنذاك)، تلقت 150 ألف دولار على شكل رشاوى نفطية، وهو ما تنفيه.  نقل السناتور كولمان هذه التقارير إلى وزارة العدل الأمريكية، وروبرت مورجنثاو، والمدعين الفيدراليين في واشنطن العاصمة ونيويورك، والمفوض البرلماني البريطاني للمعايير، والمفوضية الخيرية.  لا أحد يرى أنه من المناسب متابعة الاتهامات.

## مشاركة مجلس القمح الأسترالي
نظرت اللجنة الفرعية وربما قامت ببعض الأعمال الأولية للتحقيق في مجلس القمح الأسترالي فيما يتعلق بانتهاكات برنامج النفط مقابل الغذاء. التقى السفير الأسترالي لدى الولايات المتحدة، مايكل تاولي، بالسيناتور كولمان في أواخر عام 2004 للضغط ضد أي تحقيق في أمر الشركة.  في 2 يونيو 2006، رد كولمان على الانتقادات القائلة بأنه لم يحقق فيها بشكل كافٍ بالقول إن هناك عقبات قانونية تتعلق بالتكلفة. وزعم السناتور توم هاركين، عضو مجلس الشيوخ عن ولاية أيوا، وآخرون، أن ذلك كان خدمة سياسية يتم سدادها. كان رئيس الوزراء الأسترالي جون هوارد من مؤيدي غزو العراق. 

## لوائح الاتهام والإدانة
في 6 كانون الثاني (يناير) 2006، اعتقل مكتب التحقيقات الفيدرالي رجل الأعمال الكوري الجنوبي تونجسون بارك في هيوستن بعد أن وجهت إليه تهمة قبوله بشكل غير قانوني ملايين الدولارات من العراق في برنامج النفط مقابل الغذاء التابع للأمم المتحدة. تم الكشف عن التهم الجنائية الموجهة إليه في محكمة جزئية أمريكية في مانهاتن. في يوليو 2006، أدين بتهمة التآمر.  أصبح أول شخص يُدان من خلال تحقيق النفط مقابل الغذاء. في 22 فبراير 2007 حُكم عليه بالسجن خمس سنوات. كما تم تغريمه 15000 دولار ومطالبة بمصادرة 1,200,000 دولار. 
في 16 يناير 2007، وجه المدعي الفيدرالي في مانهاتن لائحة اتهام إلى مسؤول الأمم المتحدة السابق بينون سيفان بتهمة أخذ حوالي 160 ألف دولار في شكل رشاوى. أصدر مايكل جارسيا، المدعي العام الأمريكي من المنطقة الجنوبية لنيويورك، أمرًا من خلال الإنتربول باعتقال سيفان في منزله في قبرص، بالإضافة إلى مذكرة توقيف بحق إفرايم «فريد» نادلر، وهو رجل أعمال من نيويورك كان وجهت إليه تهمة تحويل المدفوعات غير القانونية إلى سيفان. مكان نادلر غير معروف.